# Hans Christian Blech

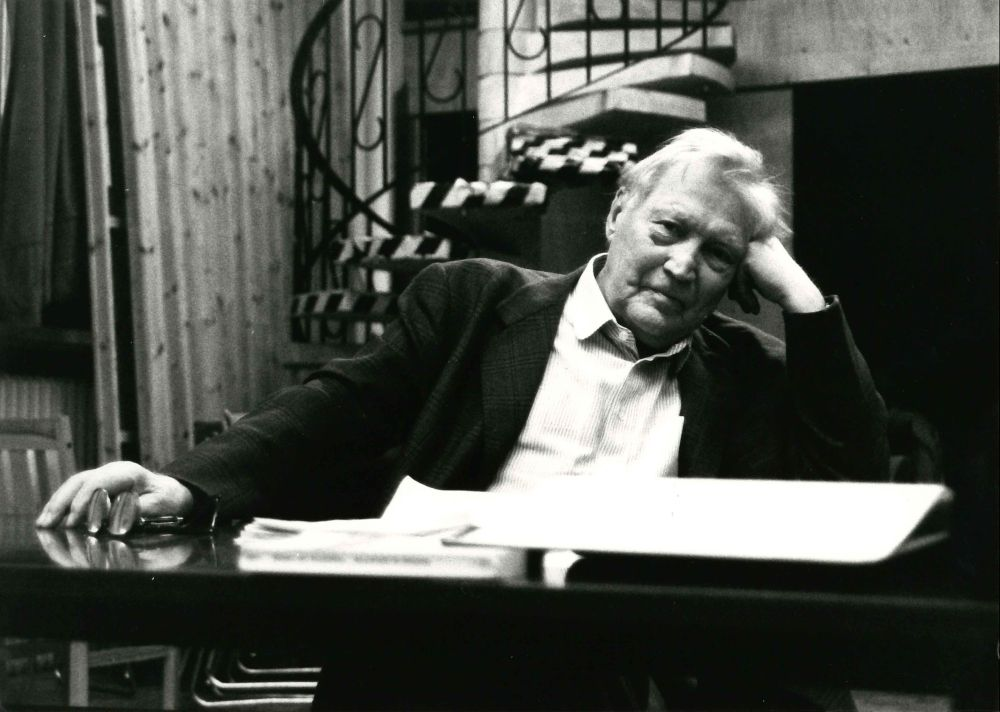
Hans Christian Blech in einer Aufnahme des Berliner Fotografen Werner Bethsold

Hans Christian Blech (* 20. Februar 1915 in Darmstadt; † 5. März 1993 in München) war ein deutscher Schauspieler.

## Leben
Hans Christian Blech wurde in kleinbürgerliche Familienverhältnisse hineingeboren. Er absolvierte die Höhere Handelsschule in Darmstadt, brach eine Kaufmannslehre ab und nahm privaten Schauspielunterricht bei Staatsschauspieler Josef Keim. Nach seinem Debüt am Hessischen Landestheater war das Städtische Schauspiel Baden-Baden sein erstes festes Engagement. Es folgten: Stadttheater Krefeld (1936–37), Bühnen der Landeshauptstadt Kiel (1937–38), Städtischen Bühnen Freiburg (1938–39) und Altes Theater Leipzig (1939–41). Emil Jannings engagierte Blech 1939 für den von ihm produzierten Film Der letzte Appell, der allerdings infolge des Kriegsausbruchs nicht fertiggestellt wurde. 1941 wurde Blech zur Wehrmacht eingezogen und war als Soldat im Deutsch-Sowjetischen Krieg. Die markanten Narben in seinem Gesicht stammen nicht, wie vielfach zu lesen ist, aus dem Zweiten Weltkrieg, sondern von einem Autounfall auf dem Darmstädter Luisenplatz, in den Blech als 14-Jähriger verwickelt war.
Ab 1945 war Blech an den Münchner Kammerspielen engagiert, deren Ensemble er bis 1955 angehörte, danach gastierte er an so gut wie allen großen deutschsprachigen Bühnen. Er arbeitete u. a. mit Bertolt Brecht und Fritz Kortner. Seine größten Bühnenerfolge waren die Titelrolle in Georg Büchners Woyzeck, 1952 an den Münchner Kammerspielen (Regie Hans Schweikart), und der Möbius in der Uraufführung von Friedrich Dürrenmatts Die Physiker, 1962 am Schauspielhaus Zürich (Regie Kurt Horwitz).
Sein Filmdebüt gab Blech 1948 in dem DEFA-Spielfilm Affaire Blum als heimtückischer Mörder Gabler. Er verkörperte häufig zwielichtige Gestalten, wie z. B. den Soldatenschinder Platzek in 08/15. Immer wieder spielte er in Kriegsfilmen deutsche Soldaten (u. a. 1962 in Der längste Tag und 1969 in Die Brücke von Remagen), war aber darauf bedacht, dieses Klischee mit Rollen wie der des KZ-Häftlings in Der Verschlag (1960) und der des Widerstandskämpfers in Morituri (1965) zu brechen.
Blech, der als Filmschauspieler unter anderem mit Helmut Käutner, Bernhard Wicki, Claude Chabrol, Patrice Chéreau und István Szabó zusammenarbeitete, wurde auch von Regisseuren des Neuen Deutschen Films wie Wim Wenders, Reinhard Hauff und Hans W. Geißendörfer häufig besetzt. In Cardillac spielte er einen wahnsinnigen Goldschmied, in Falsche Bewegung einen alten, undurchsichtigen Nazi, in Messer im Kopf dagegen den verständnisvollen, väterlichen Freund der von Bruno Ganz dargestellten verfolgten Hauptfigur.
Er war ab 1952 kurze Zeit mit der Schauspielerin Erni Wilhelmi verheiratet.
Hans Christian Blech wurde auf dem Alten Friedhof in Darmstadt bestattet.
Sein schriftlicher Nachlass befindet sich im Archiv der Akademie der Künste in Berlin.

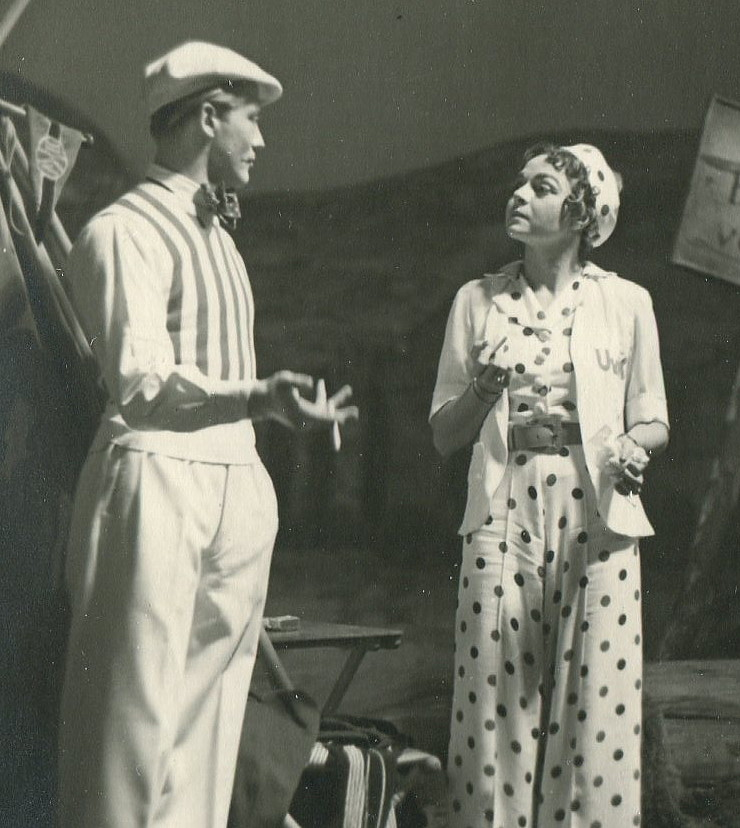
Hans Christian Blech und Lotte Berger (1938)

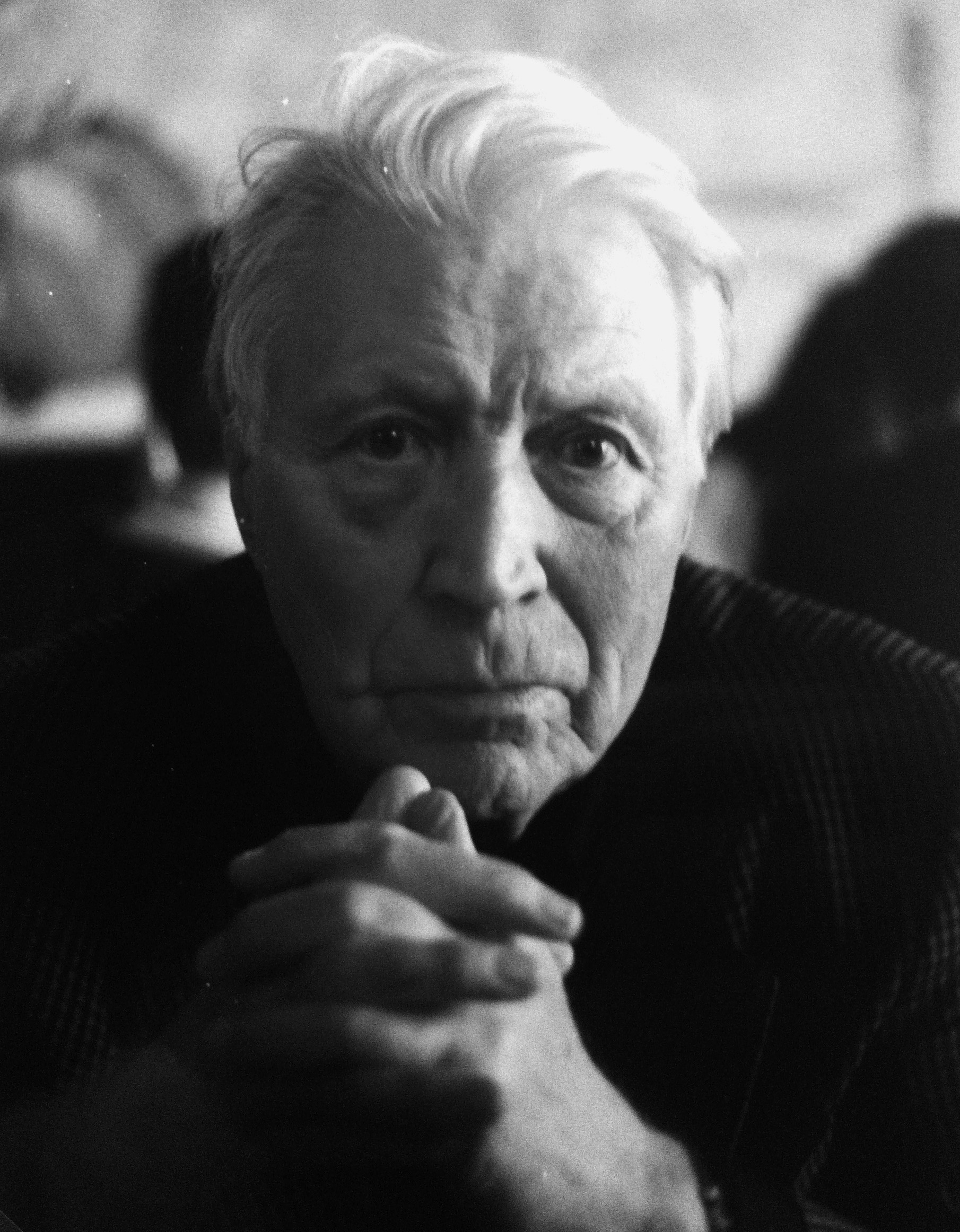
Privataufnahme, 1990

## Filmografie
- 1948: Affaire Blum
- 1950: Epilog – Das Geheimnis der Orplid
- 1951: Entscheidung vor Morgengrauen (Decision Before Dawn)
- 1954: Sauerbruch – Das war mein Leben
- 1954: 08/15
- 1954: Phantom des großen Zeltes
- 1954: Geständnis unter vier Augen
- 1955: 08/15 Zweiter Teil
- 1955: 08/15 in der Heimat
- 1955: Banditen der Autobahn
- 1955: Kinder, Mütter und ein General
- 1956: Weil du arm bist, mußt du früher sterben
- 1957: Schinderhannes (Fernsehfilm); Regie: Peter Beauvais
- 1958: Schwarzer Stern in weißer Nacht (Un homme se penche sur son passé); Regie: Willy Rozier
- 1958: Solange das Herz schlägt
- 1958: Die Bekehrung des Ferdys Pistora (Fernsehfilm); Regie: Rainer Wolffhardt
- 1959: Der Fall Pinedus (Fernsehfilm); Regie: Falk Harnack
- 1959: Ich schwöre und gelobe
- 1959: Ruf ohne Echo (Fernsehfilm); Regie: Rainer Wolffhardt
- 1960: Hexenjagd (Fernsehfilm); Regie: Ludwig Cremer
- 1960: Das Erbe von Björndal
- 1961: Der Verschlag (L’enclos); Regie: Armand Gatti
- 1961: Zeit der Schuldlosen (Fernsehfilm); Regie: Fritz Schröder-Jahn
- 1962: Alle Macht der Erde (Fernsehfilm); Regie: August Everding
- 1962: Der längste Tag (The Longest Day)
- 1963: Der Besuch
- 1963: Detective Story – Polizeirevier 21 (Fernsehfilm); Regie: Theo Mezger
- 1963: Maria Stuart (Fernsehfilm); Regie: Hans Lietzau
- 1964: Marie Octobre (Fernsehfilm); Regie: Imo Moszkowicz
- 1965: Morituri
- 1965: Die letzte Schlacht (Battle of the Bulge)
- 1966: Schornstein Nr. 4 (La voleuse)
- 1966: Der schwarze Freitag (Fernsehfilm)
- 1966: Woyzeck (Fernsehfilm); Regie: Rudolf Noelte
- 1967: Die Verfolgung und Ermordung Jean Paul Marats (Fernsehfilm); Regie: Peter Schulze-Rohr
- 1967: König Ödipus (Fernsehfilm); Regie: Oswald Döpke
- 1967: Blick von der Brücke; (Fernsehfilm); Regie: Ludwig Cremer
- 1968: Cardillac
- 1969: Die Brücke von Remagen (The Bridge at Remagen)
- 1970: Le client de la morte saison (The Traveller); Regie: Moshé Mizrahi
- 1971: Das Herz aller Dinge (Fernsehfilm); Regie: Oswald Döpke
- 1971: Tatort: Frankfurter Gold
- 1973: Der scharlachrote Buchstabe
- 1973: Im Zeichen der Kälte (Fernsehfilm); Regie: Uwe Brandner
- 1973: Das blaue Hotel (Fernsehfilm); Regie: Stanislav Barabáš
- 1972: Geheimagenten (Fernsehfilm); Regie: Eberhard Fechner
- 1972: Der Leuchtturm (Fernsehfilm); Regie: Vojtěch Jasný
- 1973: Der Mönch von San Dominico (Giordano Bruno); Regie: Giuliano Montaldo
- 1974: Tod in Astapowo (Fernsehfilm); Regie: Günter Gräwert
- 1974: Das einsame Haus (Fernsehfilm); Buch: Ladislav Mňačko; Regie: Thomas Fantl
- 1975: Das Fleisch der Orchidee (La chair de l’orchidée)
- 1975: Van der Valk und die Toten (Fernsehfilm); Regie: Marcel Cravenne
- 1975: Don Juan in der Hölle (Fernsehfilm); Regie: Ludwig Cremer
- 1975: Die Unschuldigen mit den schmutzigen Händen (Les innocents aux mains sales)
- 1975: Falsche Bewegung
- 1975: Zerschossene Träume (L’Appat)
- 1975: Gefährlich lebt sich’s besser (Il faut vivre dangereusement); Regie: Claude Makovski
- 1975: Ansichten eines Clowns
- 1976: Grüß Gott, ich komm von drüben (Fernsehfilm); Regie: Tom Toelle
- 1977: Das Verhör des Ernst Niekisch (Fernsehfilm); Regie: Oswald Döpke
- 1977: Victoria
- 1977: Der Mädchenkrieg
- 1977: Winterspelt 1944
- 1977: Grete Minde
- 1978: Messer im Kopf
- 1979: Theodor Chindler (Fernsehmehrteiler)
- 1980: Meister Timpe (Fernsehfilm); Regie: Hartmut Griesmayr
- 1980: Nasvidenje v naslednji vojni; Regie: Živojin Pavlović
- 1980: Looping
- 1981: Der Zauberberg
- 1981: Collin (Fernsehfilm)
- 1982: Qualverwandtschaften (Fernsehfilm); Regie: Oswald Döpke
- 1983: Satan ist auf Gottes Seite (Fernsehfilm); Regie: Wolfgang Staudte
- 1984: Lenin in Zürich (Fernsehfilm); Regie: Rolf Busch
- 1985: Via Mala (Fernsehfilm)
- 1985: Oberst Redl (Redl ezredes)
- 1985: Die Orgel (Fernsehfilm); Regie: Gero Erhardt
- 1985: Die letzte Rolle (Fernsehfilm); Regie: Egon Günther
- 1986: Kennwort Möwe (Fernsehfilm); Regie: Tom Toelle
- 1986: Aus familiären Gründen (Fernsehfilm); Regie: Axel von Ambesser
- 1986: Bitte laßt die Blumen leben
- 1987: Der Schrei der Eule (Fernsehfilm); Regie: Tom Toelle
- 1988: Das Milliardenspiel (Fernsehzweiteiler); Regie: Peter Keglevic
- 1988: Cinema (5-teil. Fernsehfilm); Regie: Philippe Lefebvre
- 1990: Ungarisches Requiem (Magyar rekviem); Regie: Károly Makk
- 1990: Der achte Tag; Regie: Reinhard Münster
- 1990: Wer zu spät kommt – Das Politbüro erlebt die deutsche Revolution (Fernsehfilm)
- 1990: Mit den Clowns kamen die Tränen (Fernsehfilm); Regie: Reinhard Hauff
- 1991: La Paloma fliegt nicht mehr (Fernsehfilm); Regie: Tom Toelle
- 1992: Begräbnis einer Gräfin (Fernsehfilm)
- 1992: Mademoiselle Fifi ou Histoire de rire (Fernsehfilm); Regie: Claude Santelli
- 1992: Die Ringe des Saturn (Fernsehfilm); Regie: Michael Kehlmann
- 1992: Das große Fest (Fernsehfilm)

## Hörspiele (Auswahl)
- 1958: Fred Hoyle: Die schwarze Wolke (Kingsley) – Regie: Marcel Wall (Hörspielbearbeitung, Science-Fiction-Hörspiel – SWF)
- 1961: Wolfgang Weyrauch: Totentanz (Personalchef) – Regie: Martin Walser (Hörspiel – BR/NDR)

## Auszeichnungen
- 1966: Bester Darsteller für Woyzeck beim Internationalen Fernsehfestival Prag
- 1975: Filmband in Gold für Falsche Bewegung im Gesamtensemble
- 1976: Filmband in Gold für langjähriges und hervorragendes Wirken im deutschen Film
- 1979: Bambi
- 1981: Goldene Kamera für Collin
- 1991: Adolf-Grimme-Preis mit Silber für Wer zu spät kommt – Das Politbüro erlebt die deutsche Revolution (zusammen mit Martin Wiebel, Cordt Schnibben, Claudia Rohe, Jürgen Flimm und Dirk Dautzenberg)
- 1991: Ordentliches Mitglied der Bayerischen Akademie der schönen Künste
- 1992: Sonderpreis des Bayerischen Fernsehpreises